# Pidonia determinata
Pidonia determinata är en skalbaggsart som beskrevs av Holzschuh 1998. Pidonia determinata ingår i släktet Pidonia och familjen långhorningar. Inga underarter finns listade i Catalogue of Life.